# Jamba (football)
Pour les articles homonymes, voir Jamba et João Pereira.
João Pereira, surnommé Jamba, né le 10 juillet 1977 à Luanda, est un footballeur angolais. Il joue au poste de gardien de but avec l'équipe d'Angola.

## Carrière

### En club
- 1996-1997 : Primeiro de Maio  Angola
- 1997-2007 : AS Aviação  Angola
- 2007 : Petro Luanda  Angola
- 2008-Déc.2009 : AS Aviação  Angola

### En équipe nationale
Il a eu sa première cape en 1998. Après une longue traversée du désert, il a été rappelé en sélection en 2003.
Jamba participe à la coupe du monde 2006 avec l'équipe d'Angola.

## Palmarès
- 38 sélections avec l'équipe d'Angola
- Champion d'Angola en 2002, 2003 et 2004
- Coupe d'Angola en 2005
- Supercoupe d'Angola en 2002, 2003, 2004 et 2005